# Iris (bài hát)
"Iris" là một bài hát của ban nhạc alternative rock nước Mỹ Goo Goo Dolls nằm trong album nhạc phim của bộ phim năm 1998 City of Angels. Bài hát sau đó còn xuất hiện trong album phòng thu thứ sáu của họ, Dizzy Up the Girl (1998). Nó được phát hành như là đĩa đơn thứ hai trích từ album nhạc phim vào ngày 7 tháng 4 năm 1998 bởi Warner Bros. Records, và là đĩa đơn đầu tiên trích từ Dizzy Up the Girl. "Iris" được viết lời bởi thành viên chính của nhóm John Rzeznik, trong khi phần sản xuất được đảm nhiệm bởi tất cả những thành viên của Goo Goo Dolls và Rob Cavallo. Đây là một bản power ballad kết hợp với những yếu tố của alternative rock, soft rock và post-grunge với nội dung đề cập đến một người đàn ông vô hình đã tìm thấy tình yêu đích thực của mình.
Sau khi phát hành, "Iris" nhận được những phản ứng tích cực từ các nhà phê bình âm nhạc, trong đó họ đánh giá cao quá trình sản xuất của nó. Bài hát còn nhận được ba đề cử giải Grammy cho Thu âm của năm, Bài hát của năm và Trình diễn giọng Pop xuất sắc nhất của bộ đôi hoặc nhóm nhạc tại lễ trao giải thường niên lần thứ 41. "Iris" cũng gặt hái những thành công đáng kể về mặt thương mại, đứng đầu các bảng xếp hạng ở Úc và Canada, và lọt vào top 10 ở nhiều thị trường khác như Bỉ, Ireland, Hà Lan và Vương quốc Anh. Tại Hoa Kỳ, bài hát đã không thể lọt vào bảng xếp hạng Billboard Hot 100 do không được phát hành dưới hình thức thương mại, nhưng đứng đầu bảng xếp hạng Billboard Hot 100 Airplay trong 18 tuần không liên tiếp. Tuy nhiên, sau khi quy định của bảng xếp hạng được thay đổi, nó ra mắt và đạt vị trí thứ chín trên Hot 100, trở thành đĩa đơn đầu tiên và duy nhất của nhóm lọt vào top 10 tại đây.
Video ca nhạc cho "Iris" được đạo diễn bởi Nancy Bardawil, trong đó bao gồm những cảnh Rzeznik hát trên sân thượng của một tòa nhà, xen kẽ với hình ảnh nhóm trình diễn bài hát ở một đường hầm và trên đường phố. Nó đã nhận được một đề cử tại giải Video âm nhạc của MTV năm 1998 cho Video xuất sắc nhất từ một bộ phim. Để quảng bá bài hát, Goo Goo Dolls đã trình diễn "Iris" trên nhiều chương trình truyền hình và lễ trao giải lớn, như Late Show with David Letterman, Total Request Live và giải thưởng Âm nhạc Mỹ năm 1999, cũng như trong tất cả những chuyến lưu diễn của họ kể từ khi phát hành. Được ghi nhận là bài hát trứ danh trong sự nghiệp của Goo Goo Dolls, bài hát đã được hát lại bởi nhiều nghệ sĩ, bao gồm Boyz II Men, Ronan Keating và Leona Lewis, và xuất hiện trong nhiều album tuyển tập của nhóm, như Greatest Hits Volume One: The Singles (2007) và Vol.2 (2008).

## Danh sách bài hát
Đĩa CD tại châu Âu
1. "Iris" (radio chỉnh sửa) – 3:37
2. "Iris" (bản acoustic) – 3:24

Đĩa CD tại Anh quốc
1. "Iris" (bản album) – 4:50
2. "Lazy Eye" – 3:46
3. "I Don't Want To Know" – 3:37

## Xếp hạng
| Bảng xếp hạng (1998-2014)             | Vị trí cao nhất |
| ------------------------------------- | --------------- |
| Úc (ARIA)                             | 1               |
| Áo (Ö3 Austria Top 40)                | 63              |
| Bỉ (Ultratop 50 Flanders)             | 3               |
| Canada (RPM)                          | 1               |
| Canada Adult Contemporary (RPM)       | 13              |
| Canada Rock/Alternative (RPM)         | 2               |
| Ireland (IRMA)                        | 5               |
| Ý (FIMI)                              | 1               |
| Hà Lan (Dutch Top 40)                 | 8               |
| Hà Lan (Single Top 100)               | 9               |
| New Zealand (Recorded Music NZ)       | 16              |
| Na Uy (VG-lista)                      | 19              |
| Scotland (OCC)                        | 2               |
| Thụy Điển (Sverigetopplistan)         | 34              |
| Anh Quốc (OCC)                        | 3               |
| Anh Quốc Rock and Metal (OCC)         | 1               |
| Hoa Kỳ Billboard Hot 100              | 9               |
| Hoa Kỳ Radio Songs (Billboard)        | 1               |
| Hoa Kỳ Adult Contemporary (Billboard) | 22              |
| Hoa Kỳ Adult Pop Airplay (Billboard)  | 1               |
| Hoa Kỳ Alternative Songs (Billboard)  | 1               |
| Hoa Kỳ Pop Airplay (Billboard)        | 20              |

| Bảng xếp hạng (1998)                 | Vị trí |
| ------------------------------------ | ------ |
| Australia (ARIA)                     | 3      |
| Canada Adult Contemporary (RPM)      | 77     |
| Canada Rock/Alternative (RPM)        | 9      |
| Italy (FIMI)                         | 2      |
| US Radio Songs (Billboard)           | 4      |
| US Adult Top 40 (Billboard)          | 3      |
| US Modern Rock Tracks (Billboard)    | 6      |
| Bảng xếp hạng (1999)                 | Vị trí |
| Belgium (Ultratop 50 Flanders)       | 20     |
| Netherlands (Dutch Top 40)           | 46     |
| Netherlands (Single Top 100)         | 55     |
| US Billboard Hot 100                 | 94     |
| US Adult Top 40 (Billboard)          | 20     |
| Bảng xếp hạng (2006)                 | Vị trí |
| UK Singles (Official Charts Company) | 197    |
| Bảng xếp hạng (2008)                 | Vị trí |
| UK Singles (Official Charts Company) | 179    |
| Bảng xếp hạng (2011)                 | Vị trí |
| UK Singles (Official Charts Company) | 80     |
| Bảng xếp hạng (2012)                 | Vị trí |
| UK Singles (Official Charts Company) | 183    |
| Bảng xếp hạng (2013)                 | Vị trí |
| UK Singles (Official Charts Company) | 150    |

| Bảng xếp hạng                        | Vị trí |
| ------------------------------------ | ------ |
| Ireland (IRMA)                       | 19     |
| UK Singles (Official Charts Company) | 160    |
| US Adult Top 40 (Billboard)          | 19     |
| US Pop Songs (Billboard)             | 8      |

## Chứng nhận
| Quốc gia | Chứng nhận  | Số đơn vị/doanh số chứng nhận |
| --- | ----------- | ----------------------------- |
| Úc (ARIA) | 2× Bạch kim | 140.000^                      |
| Bỉ (BEA) | Vàng        | 25.000*                       |
| Ý (FIMI) | Vàng        | 25.000*                       |
| Anh Quốc (BPI) | 2× Bạch kim | 1.200.000‡                    |
| Hoa Kỳ (RIAA) | 4× Bạch kim | 4.000.000‡                    |
| * Chứng nhận dựa theo doanh số tiêu thụ. ^ Chứng nhận dựa theo doanh số nhập hàng. ‡ Chứng nhận dựa theo doanh số tiêu thụ và phát trực tuyến. |             |                               |